# Stolonivector fiordlandiae
Stolonivector fiordlandiae là một loài rêu tản trong họ Geocalycaceae. Loài này được (E.A. Hodgs.) J.J. Engel miêu tả khoa học lần đầu tiên năm 1991.